# 韓紙

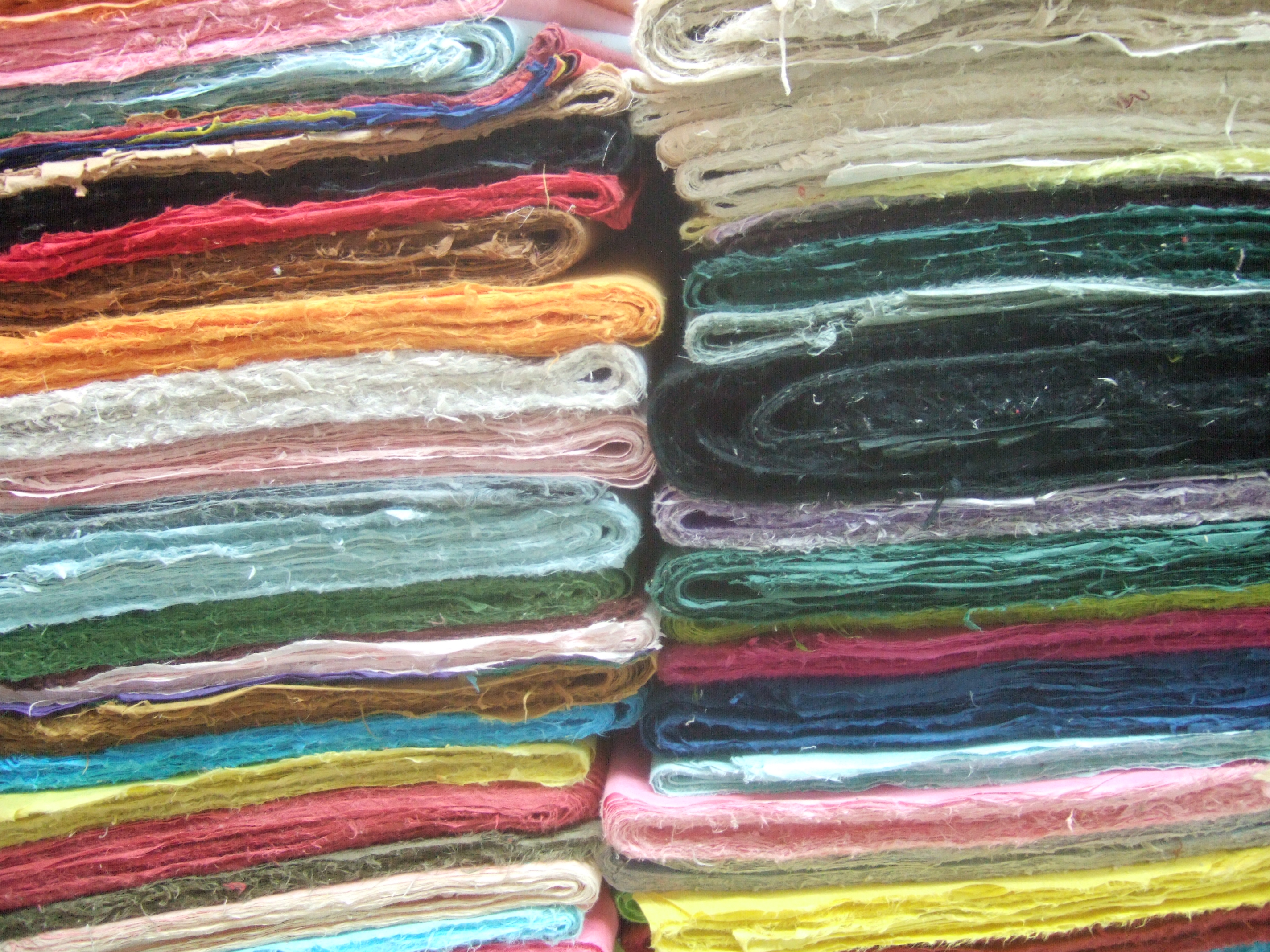
韓紙

韓紙（音読みでかんし、高麗紙（）、朝鮮紙）は、7世紀頃までに中国から製紙技術が伝わり、朝鮮半島で特異な発達をとげた製紙技術によって生産された紙。

## 概要
現在の主原料は楮（）だが、李氏朝鮮時代の紙は麻で出来ていてオイルでコーティングされ傘や防水コート、帽子、窓、扉に利用される程に大変丈夫だったが、現在の韓紙とは全くの別物である。
楮紙では通常抄紙用粘剤を使うが、現在韓国でもトロロアオイを使用している。現代韓国では溜め漉きも行われているが、伝統的な韓紙では床積みする際に個別に漉いた紙を合縦横交互に重ね2枚で1枚の紙を作る「打ち紙」を行って均一性と滲み止めを行い紙質を改善し原料由来の紙の粗さを補う工夫を行っていた。「打ち紙」により紙の均一性は確保され、また紙が分厚くなる分丈夫であった。明の董越が朝鮮に来て紙を燃やし繊維であることを確かめるまでは中国では高麗紙は繭紙ともよばれ絹を混ぜて作られていると思われていた。1776年清の唐秉釣が残した『文房肆攷圖說』では「晋王羲之書蘭亭序 用蠶作紙 今都中所用高麗紙（王羲之が使用した蠶作紙は都で使われてる高麗紙である）」と記しており高麗紙を別の紙種として意識している。朝鮮では紙職人は紙匠と呼ばれ官庁である造紙署に属していた。
近代以降の韓紙も伝統的な「打ち紙」などの技法が使われる一方、和紙や洋紙の影響も受け輸入楮と漂白剤が使われる韓紙も多くなった。
近年韓国では韓紙を用いる韓紙工芸という伝統工芸が見直され、小物入れやランプ、器などさまざまな工芸品が作られている。韓紙の産地としては、全北特別自治道全州市や江原特別自治道原州市がある。

## 関連文献
- 朴英狷「植民地期における韓紙の変容」『多元文化』第4巻、名古屋大学国際言語文化研究科国際多元文化専攻、119-130頁、2004年3月。doi:10.18999/muls.4.119。hdl:2237/8247。2023年4月3日閲覧。
- 朴英璇「朝鮮総督府による改良韓紙と和紙製造法の普及」『多元文化』第7巻、名古屋大学国際言語文化研究科国際多元文化専攻、75-87頁、2007年3月。doi:10.18999/muls.7.75。hdl:2237/8424。2023年4月3日閲覧。